# Star Trek: Enterprise
Star Trek: Enterprise (noch in den ersten beiden Staffeln als Enterprise bekannt) ist eine US-amerikanische Science-Fiction-Fernsehserie, die von 2001 bis 2005 auf dem US-Fernsehsender UPN lief. Es ist die fünfte im fiktionalen Star-Trek-Universum spielende Realfilm-Fernsehserie. Die Serie ist ein Prequel und spielt zeitlich vor allen Star-Trek-Serien. Nach vier Staffeln wurde die Serie von UPN abgesetzt. In Fan-Kreisen wird es mit ENT abgekürzt. Die deutsche Synchronfassung strahlte Sat.1 von März 2003 bis Juli 2006 erstmals aus. Für die Heimkinoveröffentlichungen der ersten beiden Staffeln fand teilweise auch der neue Titel Verwendung. Mittlerweile wird nur noch der neue Titel verwendet.

## Inhalt

### Handlung
Zeitlich spielt die Serie ab dem Jahr 2151, etwa 90 Jahre nach dem ersten Kontakt mit dem Volk der Vulkanier (5. April 2063) (siehe Star Trek: Der erste Kontakt) und damit etwa 110 Jahre vor der ersten Serie Raumschiff Enterprise.
In der Serie macht sich zum ersten Mal ein Raumschiff namens „Enterprise“ auf den Weg, um den Weltraum zu erkunden und Kontakt mit anderen Spezies aufzunehmen. Die Vulkanier stehen den Menschen zu diesem Zeitpunkt noch sehr skeptisch gegenüber. Die vulkanische erste Offizierin T’Pol hat daher auch die Funktion einer kritischen Beobachterin.
Eine „Vereinigte Föderation der Planeten“ gibt es zu Beginn der Serie noch ebenso wenig wie die in den zeitlich später angesiedelten Serien häufig genannte „Oberste Direktive“, die eine Einmischung in die Belange weniger entwickelter Kulturen verbietet. Später als alltäglich eingeführte Techniken wie das „Beamen“ sind hier noch in ihren Anfängen zu besichtigen.
Schilderten die ersten beiden Staffeln im Wesentlichen die Bemühungen der Crew, das Weltall zu erforschen und Kontakt zu anderen Lebensformen aufzunehmen, nahm die Serie in der dritten Staffel eine Wendung. Die Erde wurde angegriffen, und sieben Millionen Menschen starben. Die Enterprise sollte den Täter finden und begab sich dabei in einen Teil des Weltraums, in dem die physikalischen Gesetze nicht mehr uneingeschränkt galten (siehe auch: Die Ausdehnung). Die Serie erhielt eine deutlich düsterere Atmosphäre und konfrontierte die Figuren mit einer Reihe an Problemen, die sie zwangen, bisher unerschütterliche Prinzipien aufzugeben, und sie deutlich komplexer und ambivalent erscheinen ließen. Außerdem verband ein roter Faden die einzelnen Folgen, so dass es Zuschauern, die einzelne Folgen verpassten, zum Teil schwer fiel, wieder in die Serie hineinzufinden.
In der vierten Staffel bemühte man sich verstärkt darum, Verbindungen zu Geschehnissen des späteren Star-Trek-Universums zu knüpfen. Die Handlungsstränge erstreckten sich zumeist über zwei oder drei Folgen. Nachdem die Bedrohung der dritten Staffel gebannt war, kehrte die Enterprise zur Erde zurück, geriet dabei allerdings zunächst in die Wirren des „Temporalen Kalten Kriegs“. In den nächsten drei Folgen griff man den in TOS erstmals erwähnten „Eugenischen Krieg“ (TOS: Der schlafende Tiger) auf. Es folgte ein weiterer Mehrteiler, der die Enterprise nach Vulkan führte, wo Captain Archer und T’Pol für einen politischen Umsturz auf dem Planeten sorgten; dabei begegneten sie T’Pau, einer Figur, die Zuschauern aus TOS bekannt ist. Die Entstehung der „Föderation der Planeten“ bildet den nächsten Handlungsschwerpunkt der vierten Staffel. In mehreren Folgen wird gezeigt, wie durch Vermittlung der Erde die Andorianer, Tellariten und Vulkanier zu einem Bündnis kamen. Dabei versuchten zunächst die Romulaner und später eine fanatische Sekte auf der Erde diesen Zusammenschluss zu verhindern. Einen Höhepunkt der Serie stellt die Doppelfolge Im finsteren Spiegel dar, die im „Spiegeluniversum“ spielt. Dieses alternative Universum tauchte erstmals in TOS auf (Ein Parallel-Universum). Die Verbindung zu späteren Ereignissen wurde hier durch ein Raumschiff, die USS Defiant – ein Schwesterschiff von Kirks Enterprise – hergestellt, das in der TOS-Folge Das Spinnennetz spurlos verschwand und jetzt hier wieder auftaucht. Außerdem zeigte die Folge eine andere Version des ersten Kontakts mit den Vulkaniern als die, die in Star Trek: Der erste Kontakt zu sehen war.
Die letzte Folge der Serie spielt im Jahr 2370, also 215 Jahre nach der vorletzten. In dieser Episode gibt es ein Wiedersehen mit Commander Riker und Counselor Troi, zwei Figuren aus Raumschiff Enterprise – Das nächste Jahrhundert, diese lassen die letzte Mission der ersten Enterprise, die im Jahre 2161 stattfand, auf dem Holodeck als Simulation laufen. Die Episode nimmt Bezug auf die Folge 161 (7. Staffel, 11) „Das Pegasus-Projekt“. Commander Riker sucht darin mit Hilfe von Counselor Troi Antworten auf die Frage, ob er Captain Picard über den wahren Reisegrund bei der Suche nach der Pegasus informieren soll.

## Besetzung und Synchronisation
Der bekannte Filmschauspieler Scott Bakula erhielt die Rolle des Captain Archer. Für die Rolle der T'Pol suchten die Produzenten nach einer Schauspielerin, die Kim Cattrall ähnle, die Rolle wurde mit Jolene Blalock besetzt. 

Die sieben Hauptdarsteller
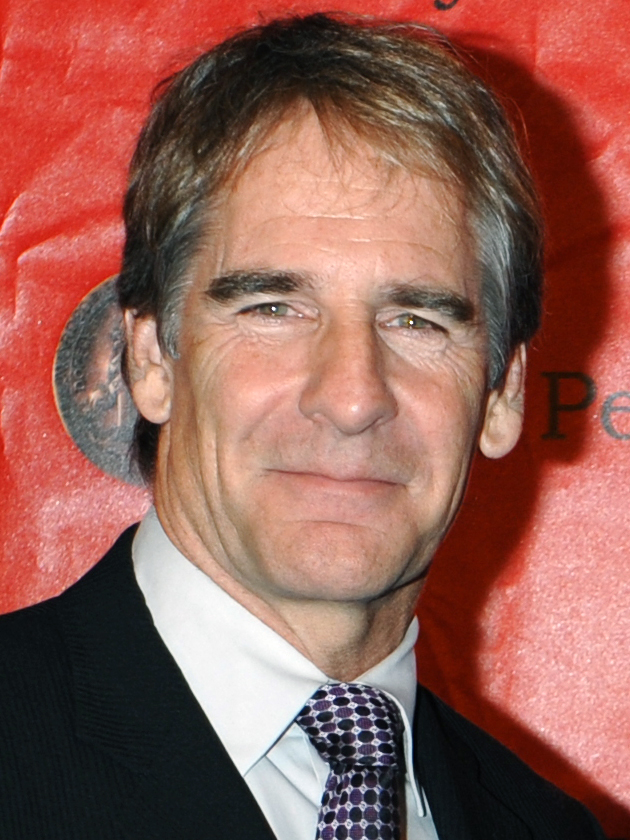
Scott Bakula, Darsteller von Jonathan Archer
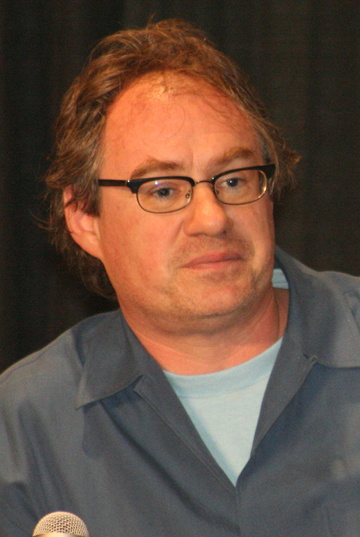
John Billingsley, Darsteller von Phlox
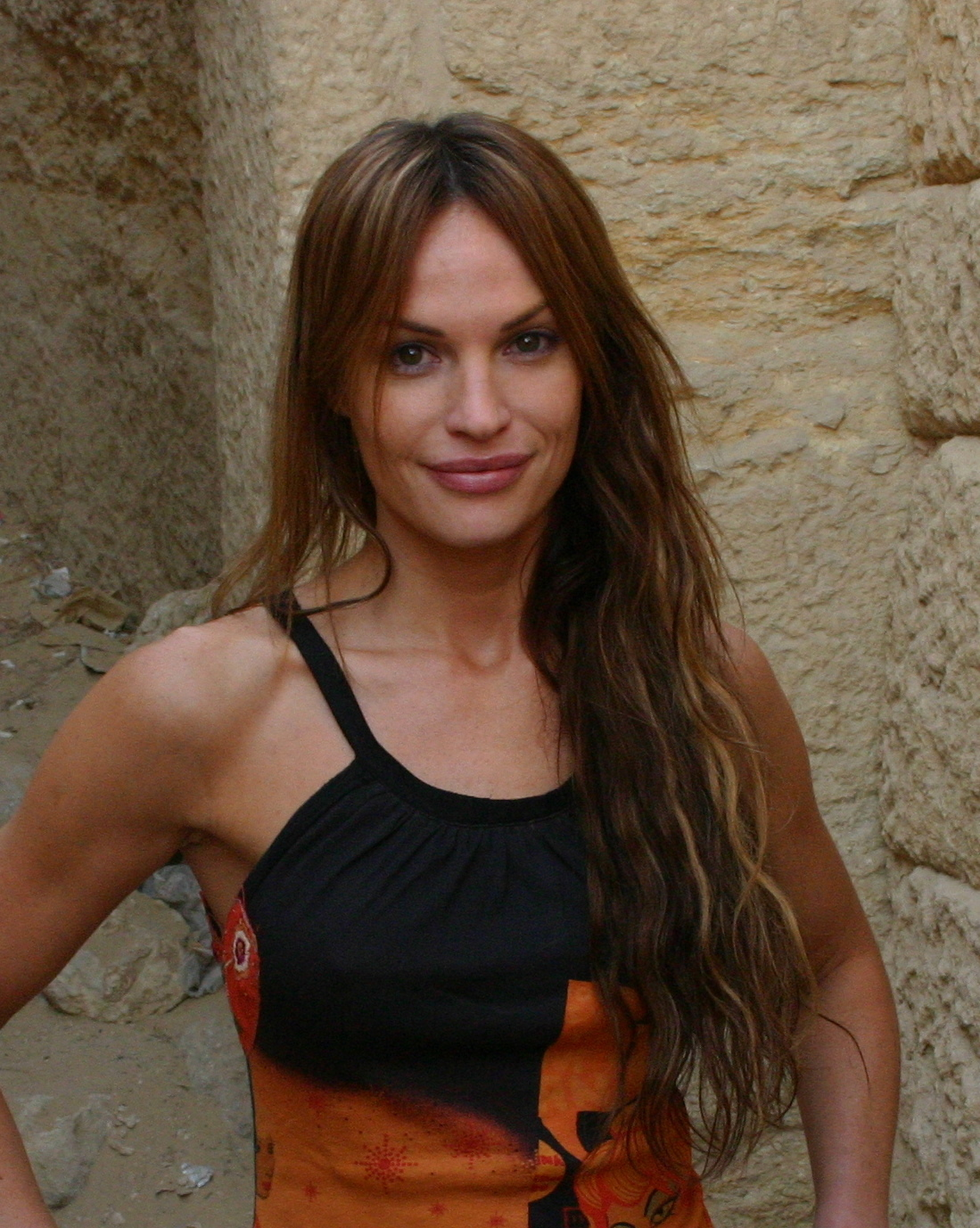
Jolene Blalock, Darstellerin von T’Pol
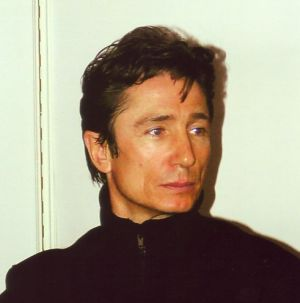
Dominic Keating, Darsteller von Malcolm Reed
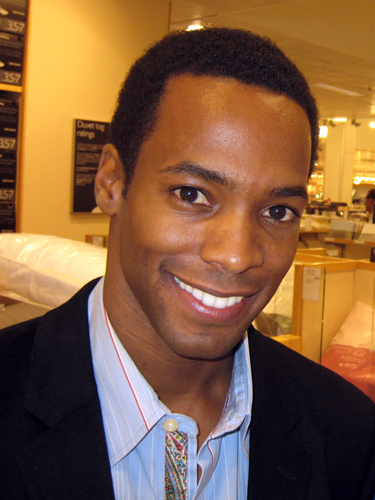
Anthony Montgomery, Darsteller von Travis Mayweather
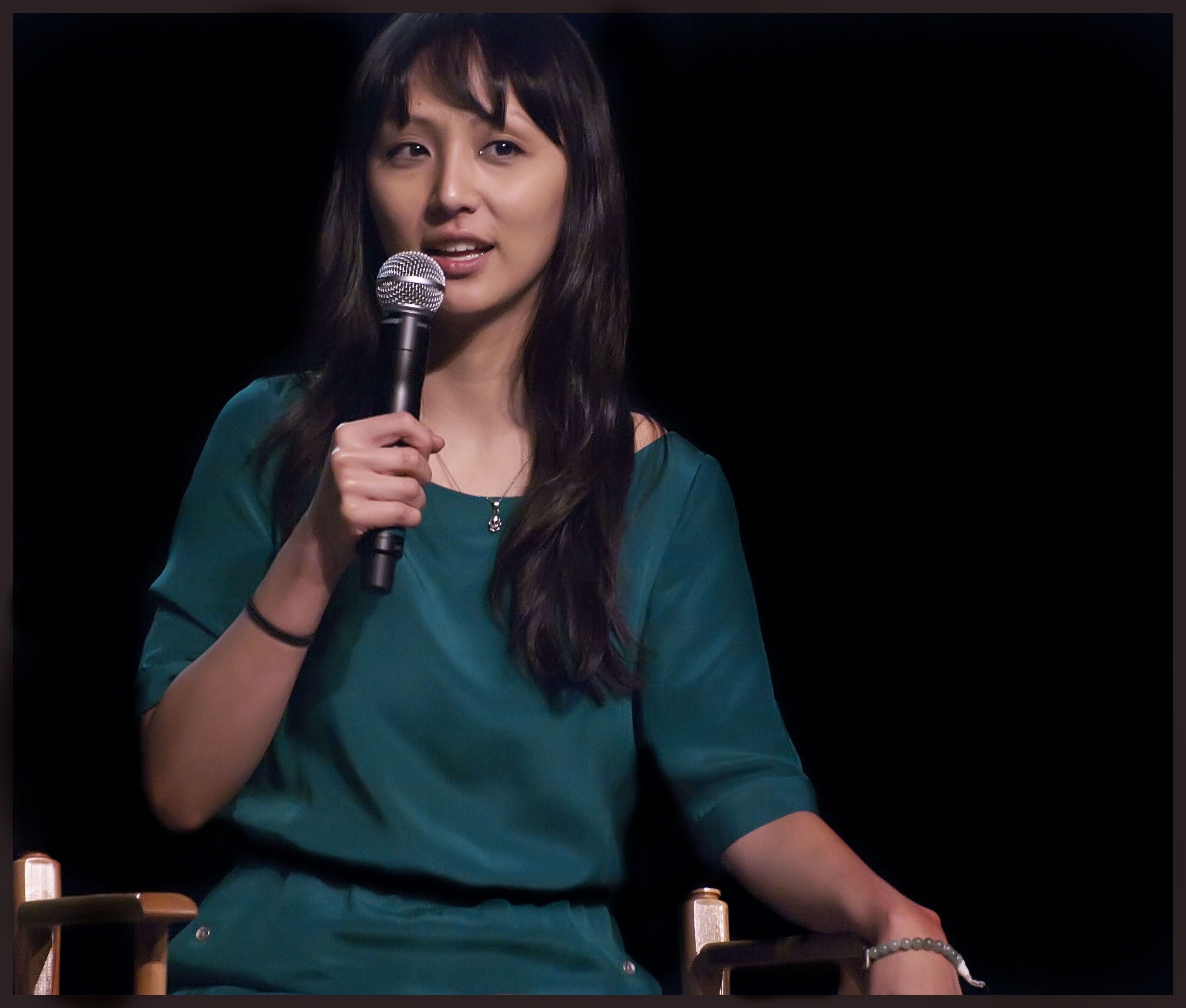
Linda Park, Darstellerin von Hoshi Sato
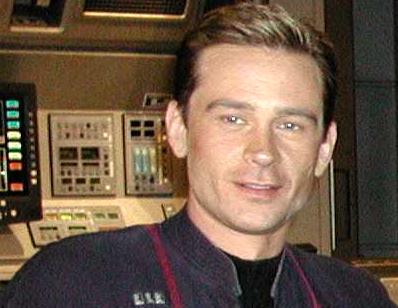
Connor Trinneer, Darsteller von Charles „Trip“ Tucker III

In der Serie taucht auch regelmäßig Captain Archers Beagle Porthos auf.
Die deutsche Synchronisation der ersten Staffel entstand bei der Synchronfirma Bavaria Synchron GmbH in München. Die Dialogregie führten Harald Wolff und Michael Brennicke, die zusammen mit Ralph Sander und Martin Schowanek die Dialogbücher schrieben. Ab der zweiten Staffel übernahm die Berliner Arena Synchron GmbH die Synchronisation der Serie. Ulrich Johannson schrieb die Dialogbücher und führte Dialogregie.
| Die Tabelle nennt die Schauspieler, ihre Rollennamen, ihre Zugehörigkeit zur Hauptbesetzung (●) bzw. zu den Neben- und Gastdarstellern (•) je Staffel, die Gesamtanzahl der Episoden mit Auftritten und ihre deutschen Synchronsprecher. \| \| \| \| \| Staffel \| Staffel \| Staffel \| Staffel \| \| \| \| Darsteller \| Rollenname \| Rollenbeschreibung \| Spezies \| 1 \| 2 \| 3 \| 4 \| Episoden \| Deutsche Synchronstimme \| \| -------------------- \| ----------------------------------- \| ----------------------------------------------------------------------------------- \| ----------------- \| ------- \| ------- \| ------- \| ------- \| -------- \| --------------------------------- \| \| Scott Bakula \| Captain Jonathan Archer \| Captain der Enterprise \| Mensch \| ● \| ● \| ● \| ● \| 098 \| Gudo Hoegel \| \| John Billingsley \| Dr. Phlox \| Medizinischer Offizier der Enterprise \| Denobulaner \| ● \| ● \| ● \| ● \| 091 \| Tonio von der Meden \| \| Jolene Blalock \| Subcommander T’Pol \| Erste Offizierin und Wissenschaftsoffizierin der Enterprise \| Vulkanierin \| ● \| ● \| ● \| ● \| 098 \| Susanne von Medvey \| \| Dominic Keating \| Lieutenant Malcolm Reed \| Waffenoffizier der Enterprise \| Mensch \| ● \| ● \| ● \| ● \| 095 \| Frank Röth \| \| Anthony Montgomery \| Ensign Travis Mayweather \| Steuermann der Enterprise \| Mensch \| ● \| ● \| ● \| ● \| 094 \| Florian Halm \| \| Linda Park \| Ensign Hoshi Sato \| Kommunikationsoffizierin der Enterprise \| Mensch \| ● \| ● \| ● \| ● \| 096 \| Melanie Manstein \| \| Connor Trinneer \| Commander Charles „Trip“ Tucker III \| Chefingenieur der Enterprise \| Mensch \| ● \| ● \| ● \| ● \| 098 \| Crock Krumbiegel \| \| Vaughn Armstrong \| Admiral Maxwell Forrest \| Admiral der Sternenflotte \| Mensch \| • \| • \| • \| • \| 014 \| Leon Rainer \| \| John Fleck \| Silik \| Anführer der Cabal \| Suliban \| • \| • \| • \| • \| 08 \| Dirk Galuba \| \| Matt Winston \| Agent Daniels \| Besatzungsmitglied der Enterprise, Zeitagent \| Mensch \| • \| • \| • \| • \| 08 \| Hubertus von Lerchenfeld \| \| Jeffrey Combs \| Thy’lek Shran \| Kommandant des andorianischen Schiffs Kumari \| Andorianer \| • \| • \| • \| • \| 010 \| Udo Schenk \| \| Gary Graham \| Botschafter Soval \| vulkanischer Botschafter auf der Erde \| Vulkanier \| • \| • \| • \| • \| 012 \| Fabian von Klitzing \| \| unbekannt \| Dr. Jeremy Lucas \| Teilnehmer am interstellaren Austauschprogramm für Ärzte, Brieffreund von Dr. Phlox \| Mensch \| • \| \| \| \| 01 \| Michael Lüth \| \| Richard Riehle \| Dr. Jeremy Lucas \| Teilnehmer am interstellaren Austauschprogramm für Ärzte, Brieffreund von Dr. Phlox \| Mensch \| \| \| \| • \| 02 \| Frank Ciazynski \| \| Kellie Waymire \| Elizabeth Cutler \| Besatzungsmitglied der Enterprise \| Mensch \| • \| \| \| \| 03 \| Kathrin Simon \| \| James Horan \| Befehlshaber der Cabal \| Befehlshaber der Cabal \| unbekannt \| • \| • \| \| \| 05 \| Michael Brennicke \| \| Joseph Will \| Crewman Rostov \| Ingenieur an Bord der Enterprise \| Mensch \| • \| • \| \| \| 03 \| Ole Pfennig \| \| Jim Fitzpatrick \| Commander Williams \| Offizier der Sternenflotte \| Mensch \| • \| • \| \| • \| 04 \| Manfred Trilling \| \| Steven Culp \| Major J. Hayes \| Kommandant der MACOs an Bord der Enterprise \| Mensch \| \| \| • \| \| 05 \| Walter Alich \| \| Daniel Dae Kim \| Corporal Chang \| MACO an Bord der Enterprise \| Mensch \| \| \| • \| \| 03 \| Manfred Trilling \| \| Randy Oglesby \| Degra \| Mitglied des Xindi-Rats \| Xindi-Primat \| \| \| • \| \| 010 \| Jürgen Jung \| \| Tucker Smallwood \| Xindi-Primat \| Mitglied des Xindi-Rats \| Xindi-Primat \| \| \| • \| \| 09 \| Thomas Rauscher \| \| Scott MacDonald \| Dolim \| Mitglied des Xindi-Rats \| Xindi-Reptilianer \| \| \| • \| \| 08 \| Christian Schult, Ulf J. Söhmisch \| \| Rick Worthy \| Jannar \| Mitglied des Xindi-Rats \| Xindi-Arborealer \| \| \| • \| \| 03 \| Norbert Gastell \| \| Molly Brink \| Talas \| Waffenoffizierin des andorianischen Schiffs Kumari \| Andorianerin \| \| \| • \| • \| 03 \| Katja Amberger \| \| Michael Reilly Burke \| Koss \| Verlobter von T’Pol \| Vulkanier \| \| \| \| • \| 03 \| Marcus Off \| \| Ada Maris \| Erika Hernandez \| Captain der Columbia \| Mensch \| \| \| \| • \| 03 \| Kathrin Simon \| \| Robert Foxworth \| V'Las \| Administrator des vulkanischen Oberkommandos \| Vulkanier \| \| \| \| • \| 03 \| Niels Clausnitzer \| \| Brent Spiner \| Dr. Arik Soong \| Wissenschaftler \| Mensch \| \| \| \| • \| 03 \| Michael Pan \| \| Alec Newman \| Malik \| Augment \| Mensch (Augment) \| \| \| \| • \| 03 \| Stefan Günther \| \| Abby Brammell \| Persis \| Augment \| Mensch (Augment) \| \| \| \| • \| 03 \| Shandra Schadt \| \| Derek Magyar \| Commander Kelby \| Tuckers Nachfolger als Chefingenieur der Enterprise \| Mensch \| \| \| \| • \| 04 \| Patrick Schröder \| \| Eric Pierpoint \| Harris \| Agent von Sektion 31 \| Mensch \| \| \| \| • \| 04 \| Michael Gahr \| \| Brian Thompson \| Valdore \| romulanischer Admiral \| Romulaner \| \| \| \| • \| 03 \| Frank Engelhardt \| \| J. Michael Flynn \| Nijil \| romulanischer Wissenschaftler \| Romulaner \| \| \| \| • \| 03 \| Wilhelm Beck \| |                                     |                                                                                     |                   |         |   |   |   |          |                                   |
| |                                     |                                                                                     |                   | Staffel |   |   |   |          |                                   |
| Darsteller | Rollenname                          | Rollenbeschreibung                                                                  | Spezies           | 1       | 2 | 3 | 4 | Episoden | Deutsche Synchronstimme           |
| Scott Bakula | Captain Jonathan Archer             | Captain der Enterprise                                                              | Mensch            | ●       | ● | ● | ● | 098      | Gudo Hoegel                       |
| John Billingsley | Dr. Phlox                           | Medizinischer Offizier der Enterprise                                               | Denobulaner       | ●       | ● | ● | ● | 091      | Tonio von der Meden               |
| Jolene Blalock | Subcommander T’Pol                  | Erste Offizierin und Wissenschaftsoffizierin der Enterprise                         | Vulkanierin       | ●       | ● | ● | ● | 098      | Susanne von Medvey                |
| Dominic Keating | Lieutenant Malcolm Reed             | Waffenoffizier der Enterprise                                                       | Mensch            | ●       | ● | ● | ● | 095      | Frank Röth                        |
| Anthony Montgomery | Ensign Travis Mayweather            | Steuermann der Enterprise                                                           | Mensch            | ●       | ● | ● | ● | 094      | Florian Halm                      |
| Linda Park | Ensign Hoshi Sato                   | Kommunikationsoffizierin der Enterprise                                             | Mensch            | ●       | ● | ● | ● | 096      | Melanie Manstein                  |
| Connor Trinneer | Commander Charles „Trip“ Tucker III | Chefingenieur der Enterprise                                                        | Mensch            | ●       | ● | ● | ● | 098      | Crock Krumbiegel                  |
| Vaughn Armstrong | Admiral Maxwell Forrest             | Admiral der Sternenflotte                                                           | Mensch            | •       | • | • | • | 014      | Leon Rainer                       |
| John Fleck | Silik                               | Anführer der Cabal                                                                  | Suliban           | •       | • | • | • | 08       | Dirk Galuba                       |
| Matt Winston | Agent Daniels                       | Besatzungsmitglied der Enterprise, Zeitagent                                        | Mensch            | •       | • | • | • | 08       | Hubertus von Lerchenfeld          |
| Jeffrey Combs | Thy’lek Shran                       | Kommandant des andorianischen Schiffs Kumari                                        | Andorianer        | •       | • | • | • | 010      | Udo Schenk                        |
| Gary Graham | Botschafter Soval                   | vulkanischer Botschafter auf der Erde                                               | Vulkanier         | •       | • | • | • | 012      | Fabian von Klitzing               |
| unbekannt | Dr. Jeremy Lucas                    | Teilnehmer am interstellaren Austauschprogramm für Ärzte, Brieffreund von Dr. Phlox | Mensch            | •       |   |   |   | 01       | Michael Lüth                      |
| Richard Riehle | Dr. Jeremy Lucas                    | Teilnehmer am interstellaren Austauschprogramm für Ärzte, Brieffreund von Dr. Phlox | Mensch            |         |   |   | • | 02       | Frank Ciazynski                   |
| Kellie Waymire | Elizabeth Cutler                    | Besatzungsmitglied der Enterprise                                                   | Mensch            | •       |   |   |   | 03       | Kathrin Simon                     |
| James Horan | Befehlshaber der Cabal              | Befehlshaber der Cabal                                                              | unbekannt         | •       | • |   |   | 05       | Michael Brennicke                 |
| Joseph Will | Crewman Rostov                      | Ingenieur an Bord der Enterprise                                                    | Mensch            | •       | • |   |   | 03       | Ole Pfennig                       |
| Jim Fitzpatrick | Commander Williams                  | Offizier der Sternenflotte                                                          | Mensch            | •       | • |   | • | 04       | Manfred Trilling                  |
| Steven Culp | Major J. Hayes                      | Kommandant der MACOs an Bord der Enterprise                                         | Mensch            |         |   | • |   | 05       | Walter Alich                      |
| Daniel Dae Kim | Corporal Chang                      | MACO an Bord der Enterprise                                                         | Mensch            |         |   | • |   | 03       | Manfred Trilling                  |
| Randy Oglesby | Degra                               | Mitglied des Xindi-Rats                                                             | Xindi-Primat      |         |   | • |   | 010      | Jürgen Jung                       |
| Tucker Smallwood | Xindi-Primat                        | Mitglied des Xindi-Rats                                                             | Xindi-Primat      |         |   | • |   | 09       | Thomas Rauscher                   |
| Scott MacDonald | Dolim                               | Mitglied des Xindi-Rats                                                             | Xindi-Reptilianer |         |   | • |   | 08       | Christian Schult, Ulf J. Söhmisch |
| Rick Worthy | Jannar                              | Mitglied des Xindi-Rats                                                             | Xindi-Arborealer  |         |   | • |   | 03       | Norbert Gastell                   |
| Molly Brink | Talas                               | Waffenoffizierin des andorianischen Schiffs Kumari                                  | Andorianerin      |         |   | • | • | 03       | Katja Amberger                    |
| Michael Reilly Burke | Koss                                | Verlobter von T’Pol                                                                 | Vulkanier         |         |   |   | • | 03       | Marcus Off                        |
| Ada Maris | Erika Hernandez                     | Captain der Columbia                                                                | Mensch            |         |   |   | • | 03       | Kathrin Simon                     |
| Robert Foxworth | V'Las                               | Administrator des vulkanischen Oberkommandos                                        | Vulkanier         |         |   |   | • | 03       | Niels Clausnitzer                 |
| Brent Spiner | Dr. Arik Soong                      | Wissenschaftler                                                                     | Mensch            |         |   |   | • | 03       | Michael Pan                       |
| Alec Newman | Malik                               | Augment                                                                             | Mensch (Augment)  |         |   |   | • | 03       | Stefan Günther                    |
| Abby Brammell | Persis                              | Augment                                                                             | Mensch (Augment)  |         |   |   | • | 03       | Shandra Schadt                    |
| Derek Magyar | Commander Kelby                     | Tuckers Nachfolger als Chefingenieur der Enterprise                                 | Mensch            |         |   |   | • | 04       | Patrick Schröder                  |
| Eric Pierpoint | Harris                              | Agent von Sektion 31                                                                | Mensch            |         |   |   | • | 04       | Michael Gahr                      |
| Brian Thompson | Valdore                             | romulanischer Admiral                                                               | Romulaner         |         |   |   | • | 03       | Frank Engelhardt                  |
| J. Michael Flynn | Nijil                               | romulanischer Wissenschaftler                                                       | Romulaner         |         |   |   | • | 03       | Wilhelm Beck                      |

## Produktion

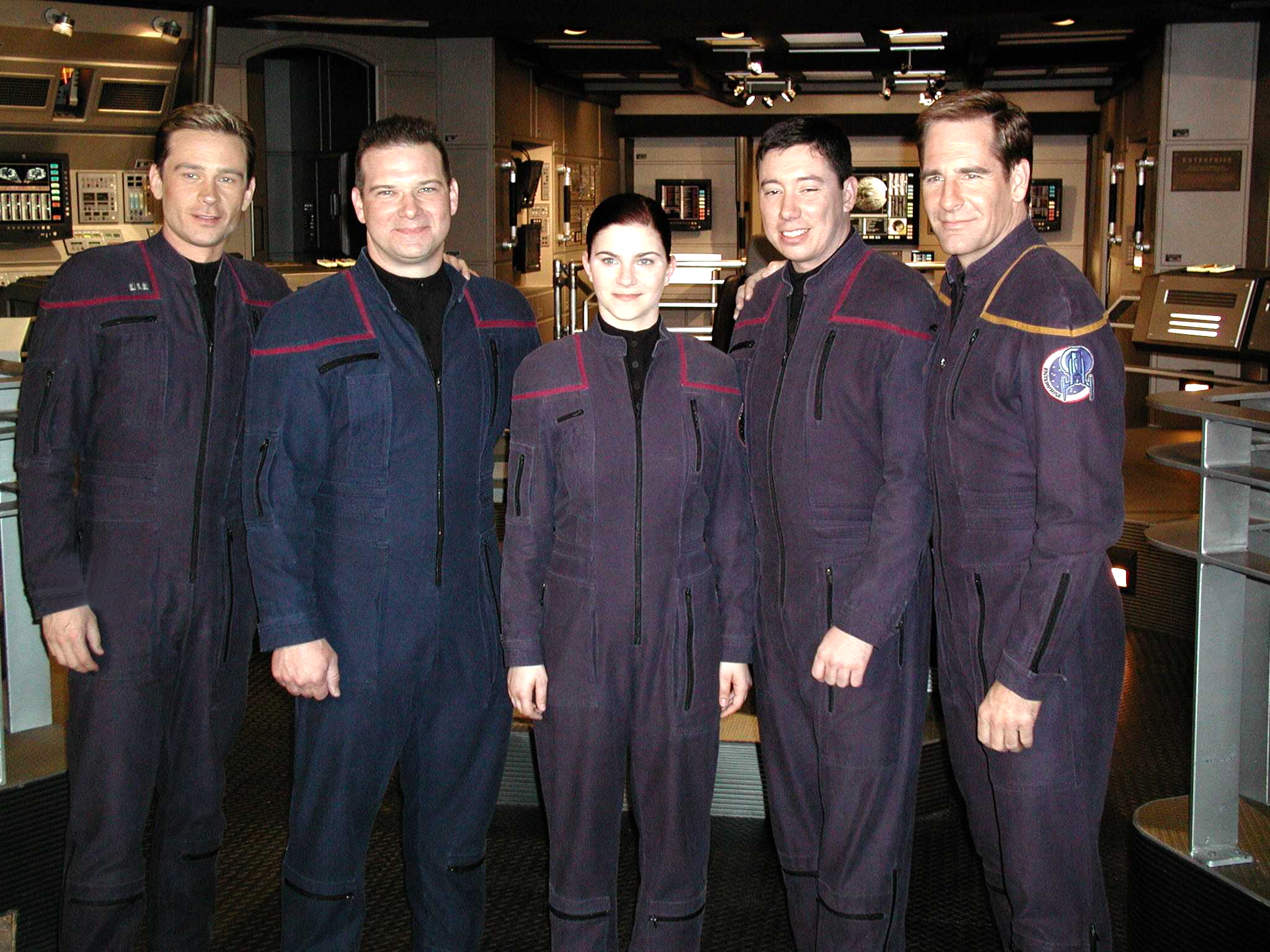
Connor Trinneer (l.) und Scott Bakula (r.) mit drei US-Navy-Angehörigen in Enterprise-Uniformen

### Konzeption und Stabszusammensetzung
Im Juni 1999 wandte sich UPN an die Produzenten Rick Berman und Brannon Braga, um eine fünfte Star-Trek-Serie produzieren lassen. Berman, bereits für die anderen Reihen verantwortlich, konzipierte zusammen mit Braga eine Serie, die zeitlich etwa 100 Jahre vor Raumschiff Enterprise spielt. Die Idee war, die ersten Weltraumforscher im Star-Trek-Universum zu porträtieren, wobei Braga erklärt, dass alles für die Crew neu sein würde und ihre Reaktion auf Situationen, da die Kulisse im Zeitrahmen der Jetztzeit näher war, zeitgemäßer wäre. Sie suchten Feedback von Mitgliedern des U-Boot-Dienstes der United States Navy, was sich in Entwürfen wie den Sternenflotten-Uniformen widerspiegelte. Die ursprüngliche Idee war, die erste Staffel fast vollständig auf der Erde spielen zu lassen, um auf den Erstkontakt mit den Klingonen zu reagieren und die Besatzung zusammenzustellen. Diese Idee wurde vom Studio abgelehnt.
Berman fungierte für die Serie als Executive Producer, und als Showrunner waren Brannon Braga und später auch Manny Coto tätig. Auch kehrten viele Star-Trek-Veteranen wie Herman Zimmerman zurück, der erneut als Produktionsdesigner und Illustrator tätig wurde. Marvin V. Rush nahm seine Arbeit als Kameramann wieder auf; er war seit der dritten Staffel von Raumschiff Enterprise – Das nächste Jahrhundert tätig. Auch kehrten einige Drehbuchautoren aus der Serie Star Trek: Raumschiff Voyager zurück, wie etwa Michael Sussman und André Bormanis.

### Regisseure
Unter den insgesamt 20 Regisseuren war David Livingston mit 15 Episoden der am häufigsten eingesetzte. Viele der Regisseure hatten bereits zuvor bei anderen Star-Trek-Produktionen Regie geführt oder, wie LeVar Burton, Roxann Dawson, Michael Dorn und Robert Duncan McNeill, zuvor in einer oder mehreren anderen Star-Trek-Serien eine Hauptrolle gespielt und auf diesem Wege bereits Star-Trek-Erfahrung gesammelt. Nur Barrett, Charleston, Contner, Grossman, Hedden, Norris, Straiton und Whitmore arbeiteten zum ersten Mal für das Franchise.

### Titelmusik
Das Titellied Where My Heart Will Take Me wurde von Diane Warren geschrieben und im Jahr 2001 von Russell Watson eingesungen. Unter dem Titel Faith of the Heart gab es bereits vorher eine Interpretation von Rod Stewart auf dem Soundtrack zum 1998 veröffentlichten Film „Patch Adams“. Der Titel wurde 2003 neu abgemischt und ab diesem Zeitpunkt für Staffel 3 und 4 verwendet.
Viele Star-Trek-Fans empfinden den Titelsong als unpassend. Die Ablehnung geht zum Teil so weit, dass Online-Petitionen erstellt wurden und vor den Paramount Studios gegen die Verwendung des Liedes protestiert wurde. Schauspieler Simon Pegg, der den Scotty in den drei Star Trek Reboot-Filmen spielte, sagte später, dass er „Enterprise“ wegen des Songs nie gesehen habe, den er als „schrecklichen Softrock“ und „wahrscheinlich abscheulichsten Star-Trek-Moment in der Geschichte“ beschrieb.
Das von Dennis McCarthy komponierte Archer's Theme wurde in einer verkürzten Version für den Abspann benutzt.

## Rezeption

### Fernsehausstrahlung und Zuschauerreaktionen
Die Produktion der Serie wurde nach vier Staffeln mit insgesamt 98 Episoden vorzeitig eingestellt. Die Maßnahme wurde seitens des Fernsehsenders UPN mit dem geringen Zuspruch des Fernsehpublikums begründet. Im Jahresmittel konnte sich die Serie zu keiner Zeit unter den beliebtesten 100 Formaten des US-amerikanischen Fernsehens etablieren. Dieser Umstand führte bereits zum Beginn der dritten Staffel konzeptionelle Änderungen herbei, die sich jedoch auf die Resonanz des Publikums nicht auswirkten. So wurden Gerüchte laut, dass der Sender UPN die Serie mit dem Ende der dritten Staffel absetzen würde. Dies löste starke Fan-Reaktionen aus. Internetseiten wie SaveEnterprise.com riefen zu allgemeinen Protestaktionen auf. Kurze Zeit später wurden die Verantwortlichen bei Paramount und UPN von einer Welle aus E-Mails und Telefonanrufen überschwemmt.
Am 20. Mai 2004 lenkte UPN schließlich ein und gab eine vierte Staffel mit 22 neuen Episoden in Auftrag. Gleichzeitig wurde der Sendetermin vom Mittwoch auf den Freitag verlegt, in der Hoffnung, dass die Serie dort einen ähnlich großen Erfolg wie zuvor Akte X oder Miami Vice haben würde. UPN stellte außerdem klar, dass die Serie abgesetzt werde, sofern die Einschaltquoten der vierten Staffel keine Verbesserungen vorwiesen. Zumindest Fans und Kritiker bescheinigten der vierten Staffel eine deutlich zunehmende Qualität; dennoch blieben die Quoten der vierten Staffel weiterhin unterhalb des erhofften Niveaus, obwohl UPN auf diesem sonst immer sehr schwachen Freitagssendeplatz mit Enterprise, im Vergleich zu früher, sehr gute Ergebnisse bei den wichtigen Zielgruppen einfuhr.
Trotz weiterer Rettungsversuche seitens der Fans im Zeitraum vor und insbesondere nach der Ankündigung gab UPN am 2. Februar 2005 bekannt, dass die Serie mit dem Ende der vierten Staffel eingestellt werde. Angebote von Fan-Aktionen, durch Geldspenden eine weitere Staffel (zum Beispiel in Kanada) zu produzieren, wurden von Paramount jedoch des Öfteren abgelehnt, was schließlich zur Folge hatte, dass die größte Fan-Kampagne zur Rettung von Enterprise (TrekUnited.com) offiziell das Ende der Rettungsbestrebungen am 17. April 2005 verkündete. Somit ist „Star Trek: Enterprise“ die erste Star-Trek-TV-Produktion seit der Originalserie (TOS), die aufgrund zu schwacher Quoten vorzeitig eingestellt wurde.
Im Frühjahr 2013 starteten Doug Drexler, der Designer der NX-01, und Robert J. Bolivar, Autor einer Episode von Star Trek: Deep Space Nine, eine Kampagne, um die Serie für eine fünfte Staffel auf Netflix zurückzubringen. Die Kampagne war nicht erfolgreich.
Auch in Deutschland blieben die Erwartungen des ausstrahlenden Senders Sat.1 unerfüllt. Anfang 2004 wurde der Sendeplan gekippt, man verschob die Serie aus der Hauptsendezeit auf einen weniger attraktiven Sendeplatz am Samstagnachmittag.
Nach ihrer Erstausstrahlung auf Sat.1 folgten 2009 Wiederholungen bei Kabel 1 am Sonntagnachmittag und von 2013 bis 2015 regelmäßige Ausstrahlungen auf Tele 5; teilweise zur Hauptsendezeit. Von 2015 bis 2017 lief die Serie im Spartensender Pro7 Maxx und war in der Schweiz auf Puls 8 zu sehen. Seit 2014 wird die Serie auch regelmäßig auf dem Pay-TV-Sender SyFy gezeigt. Seit 2016 ist die komplette Serie im Angebot des Streamingdienstes Netflix.

### Einbindung insStar-Trek-Universum
Die Serie trägt zur Steigerung des inneren Zusammenhangs des Star-Trek-Universums bei: So wird in der Folge Die Heimsuchung erstmals die – hauptsächlich in Star Trek: Deep Space Nine thematisierte – mysteriöse und zum Teil höchst illegale Organisation Sektion 31 erwähnt; außerdem wird mit Dr. Arik Soong der Vorfahre des Dr. Noonien Soong eingeführt, wobei Letzterer der „Vater“ des Androiden Lt. Commander Data aus Raumschiff Enterprise – Das nächste Jahrhundert ist. In ebenjener Folge wird auch das erste Mal die SS Botany Bay erwähnt, jenes Schiff, auf dem sich Khan Noonien Singh, der Erzfeind von Captain James T. Kirk (TOS, Star Trek II: Der Zorn des Khan), in Cryostasis befindet. Weiterhin finden sich viele Anspielungen auf Star Trek: Der erste Kontakt inklusive einer Anmerkung über „holographische Kugeln“, wie Captain Picard sie nutzte, oder dem alternativ verlaufenden „Ersten Kontakt“ zu den Vulkaniern im Spiegeluniversum, auf welchen sich wiederum Ereignisse in der späteren Serie Star Trek: Discovery beziehen.

### Kontroversen
- Bereits vor der Erstausstrahlung wurde das Design der neuen Enterprise kritisiert, da es große Ähnlichkeit mit der aus Star Trek: Der erste Kontakt bekannten Akira-Klasse aufweist und daher als schlichte Modifikation aufgefasst wurde.[16]
- Der Name „Enterprise“ wurde ebenfalls diskutiert, da bisher nur das Space Shuttle Enterprise OV-101 und die USS Enterprise XCV-330 als einzige Raumschiffe dieses Namens vor dem der Originalserie aus den 1960ern, welche im Star-Trek-Universum zeitlich später angesiedelt ist, galten.[17]
- Weitere Kontroversen rief die Benennung einer außerirdischen Spezies „Suliban“ hervor, da der Name Ähnlichkeiten mit den Taliban aufweist, die kurz vor der Premiere des Pilotfilms von Star Trek: Enterprise durch die Anschläge auf das World Trade Center in das Bewusstsein der breiten Öffentlichkeit gerückt wurden. Der Name wurde aber angeblich nur aufgrund seines exotischen Klangs gewählt.[18][19]

### Auszeichnungen
Primetime Emmy
- 2002: Auszeichnung in der Kategorie Special Visual Effects für die Folge Aufbruch ins Unbekannte
- 2002: Nominierung in der Kategorie Special Visual Effects für die Folge Das Eis bricht
- 2002: Nominierung in der Kategorie Prosthetic Makeup for a Series für die Folge Aufbruch ins Unbekannte
- 2002: Nominierung in der Kategorie Sound Editing for a Series für die Folge Aufbruch ins Unbekannte
- 2002: Auszeichnung in der Kategorie Hairstyling for a Series für die Folge Zwei Tage auf Risa
- 2003: Nominierung in der Kategorie Prosthetic Makeup for a Series für die Folge Canarma
- 2003: Nominierung in der Kategorie Music Composition for a Series – Dramatic Underscore für die Folge Die Ausdehnung
- 2003: Nominierung in der Kategorie Special Visual Effects for a Series für die Folge Die Ausdehnung
- 2003: Nominierung in der Kategorie Special Visual Effects for a Series für die Folge Todesstation
- 2003: Nominierung in der Kategorie Special Visual Effects for a Series für die Folge Übergang
- 2004: Auszeichnung in der Kategorie Music Composition for a Series – Dramatic Underscore für die Folge Ebenbild
- 2004: Nominierung in der Kategorie Special Visual Effects for a Series für die Folge Der Rat
- 2004: Auszeichnung in der Kategorie Special Visual Effects for a Series für die Folge Countdown
- 2004: Nominierung in der Kategorie Prosthetic Makeup for a Series, Miniseries, Movie or a Special für die Folge Stunde Null
- 2005: Nominierung in der Kategorie Prosthetic Makeup for a Series, Miniseries, Movie or a Special für die Folge Vereinigt
- 2005: Nominierung in der Kategorie Stunt Coordination für die Folgen Borderland und Cold Station 12
- 2005: Nominierung in der Kategorie Hairstyling for a Series für die Folge Die dunkle Seite des Spiegels

Saturn Award
- 2001: Nominierung in der Kategorie Beste Network-Fernsehserie
- 2001: Nominierung in der Kategorie Bester TV-Hauptdarsteller für Scott Bakula als Capt. Johnathan Archer
- 2001: Nominierung in der Kategorie Bester TV-Nebendarsteller für Connor Trinneer als Charles „Trip“ Tucker
- 2001: Nominierung in der Kategorie Beste TV-Nebendarstellerin für Jolene Blalock als T'Pol
- 2001: Auszeichnung mit dem Sonderpreis Faces of the Future für Jolene Blalock
- 2002: Nominierung in der Kategorie Beste Network-Fernsehserie
- 2002: Nominierung in der Kategorie Bester TV-Hauptdarsteller für Scott Bakula als Capt. Johnathan Archer
- 2002: Nominierung in der Kategorie Bester TV-Nebendarsteller für Connor Trinneer als Charles „Trip“ Tucker
- 2002: Nominierung in der Kategorie Beste TV-Nebendarstellerin für Jolene Blalock als T'Pol
- 2003: Nominierung in der Kategorie Beste Network-Fernsehserie
- 2003: Nominierung in der Kategorie Bester TV-Hauptdarsteller für Scott Bakula als Capt. Johnathan Archer
- 2003: Nominierung in der Kategorie Bester TV-Nebendarsteller für Connor Trinneer als Charles „Trip“ Tucker
- 2003: Nominierung in der Kategorie Beste TV-Nebendarstellerin für Jolene Blalock als T'Pol
- 2004: Nominierung in der Kategorie Beste Network-Fernsehserie
- 2004: Nominierung in der Kategorie Bester TV-Hauptdarsteller für Scott Bakula als Capt. Johnathan Archer
- 2004: Nominierung in der Kategorie Beste TV-Nebendarstellerin für Jolene Blalock als T'Pol

## Veröffentlichungen auf Video
| Name                                        | Veröffentlichung  | Episoden    | Laufzeit     | Bildformat | Regionalcode | Audio                                                                                               | FSK          | Studio                       |
| ------------------------------------------- | ----------------- | ----------- | ------------ | ---------- | ------------ | --------------------------------------------------------------------------------------------------- | ------------ | ---------------------------- |
| Komplette 1. Staffel                        | 6. Mai 2005       | 26 Episoden | ca. 1107 Min | 16:9       | RC 2 PAL     | Deutsch (Dolby Digital 5.1), Englisch (Dolby Digital 5.1)                                           | Ab 12 Jahren | Paramount Home Entertainment |
| Komplette 2. Staffel                        | 8. August 2005    | 26 Episoden | ca. 1067 Min | 16:9       | RC 2 PAL     | Deutsch (Dolby Digital 5.1), Englisch (Dolby Digital 5.1)                                           | Ab 12 Jahren | Paramount Home Entertainment |
| Komplette 3. Staffel                        | 6. März 2014      | 24 Episoden | ca. 982 Min  | 16:9       | RC 2 PAL     | Französisch (Dolby Digital 2.0 Surround), Deutsch (Dolby Digital 5.1), Englisch (Dolby Digital 5.1) | Ab 12 Jahren | Paramount Home Entertainment |
| Komplette 4. Staffel                        | 8. Mai 2014       | 22 Episoden | ca. 902 Min  | 16:9       | RC 2 PAL     | Französisch (Dolby Digital 2.0 Surround), Deutsch (Dolby Digital 5.1), Englisch (Dolby Digital 5.1) | Ab 12 Jahren | Paramount Home Entertainment |
| Staffel 1 – Half Season Pack Vol. 1         | 6. Mai 2005       | 11 Episoden | ca. 510 Min  | 16:9       | RC 2 PAL     | Deutsch (Dolby Digital 5.1), Englisch (Dolby Digital 5.1)                                           | Ab 12 Jahren | Paramount Home Entertainment |
| Staffel 1 – Half Season Pack Vol. 2         | 6. Mai 2005       | 14 Episoden | ca. 597 Min  | 16:9       | RC 2 PAL     | Deutsch (Dolby Digital 5.1), Englisch (Dolby Digital 5.1)                                           | Ab 12 Jahren | Paramount Home Entertainment |
| Staffel 2 – Half Season Pack Vol. 1         | 8. August 2005    | 12 Episoden | ca. 492 Min  | 16:9       | RC 2 PAL     | Deutsch (Dolby Digital 5.1), Englisch (Dolby Digital 5.1), Französisch (Dolby Digital 2.0 Surround) | Ab 12 Jahren | Paramount Home Entertainment |
| Staffel 2 – Half Season Pack Vol. 2         | 8. August 2005    | 14 Episoden | ca. 574 Min  | 16:9       | RC 2 PAL     | Deutsch (Dolby Digital 5.1), Englisch (Dolby Digital 5.1), Französisch (Dolby Digital 2.0 Surround) | Ab 12 Jahren | Paramount Home Entertainment |
| Staffel 3 – Half Season Pack Vol. 1         | 10. Oktober 2005  | 12 Episoden | ca. 491 Min  | 16:9       | RC 2 PAL     | Deutsch (Dolby Digital 5.1), Englisch (Dolby Digital 5.1), Französisch (Dolby Digital 2.0 Surround) | Ab 12 Jahren | Paramount Home Entertainment |
| Staffel 3 – Half Season Pack Vol. 2         | 10. Oktober 2005  | 12 Episoden | ca. 491 Min  | 16:9       | RC 2 PAL     | Deutsch (Dolby Digital 5.1), Englisch (Dolby Digital 5.1), Französisch (Dolby Digital 2.0 Surround) | Ab 12 Jahren | Paramount Home Entertainment |
| Staffel 4 – Half Season Pack Vol. 1         | 4. Mai 2006       | 12 Episoden | ca. 492 Min  | 16:9       | RC 2 PAL     | Deutsch (Dolby Digital 5.1), Englisch (Dolby Digital 5.1), Französisch (Dolby Digital 2.0 Surround) | Ab 12 Jahren | Paramount Home Entertainment |
| Staffel 4 – Half Season Pack Vol. 2         | 4. Mai 2006       | 10 Episoden | ca. 410 Min  | 16:9       | RC 2 PAL     | Deutsch (Dolby Digital 5.1), Englisch (Dolby Digital 5.1), Französisch (Dolby Digital 2.0 Surround) | Ab 12 Jahren | Paramount Home Entertainment |
| Star Trek: Enterprise – Die komplette Serie | 8. September 2011 | 98 Episoden | ca. 4055 Min | 16:9       | RC 2 PAL     | Deutsch (Dolby Digital 5.1), Französisch (Dolby Digital 2.0 Surround), Englisch (Dolby Digital 5.1) | Ab 12 Jahren | Paramount Home Entertainment |

Star Trek: Enterprise ist mittlerweile komplett auf Blu-ray Disc in HD-Auflösung erschienen.
| Name                                        | Veröffentlichung  | Episoden    | Laufzeit     | Bildformat | Audio | FSK          | Studio |
| ------------------------------------------- | ----------------- | ----------- | ------------ | ---------- | --- | ------------ | ------ |
| Komplette 1. Staffel                        | 28. März 2013     | 26 Episoden | ca. 1151 Min | 16:9       | Deutsch (Dolby Digital 5.1), Englisch (DTS HD 5.1), Italienisch (Dolby Digital 5.1), Französisch, Japanisch, Spanisch (Stereo 2.0)   | Ab 12 Jahren | CBS    |
| Komplette 2. Staffel                        | 5. September 2013 | 26 Episoden | ca. 1109 Min | 16:9       | Deutsch (Dolby Digital 5.1), Englisch (DTS HD 5.1), Italienisch (Dolby Digital 5.1), Französisch, Japanisch, Spanisch (Dolby Stereo) | Ab 12 Jahren | CBS    |
| Komplette 3. Staffel                        | 6. März 2014      | 24 Episoden | ca. 1021 Min | 16:9       | Deutsch (Dolby Digital 5.1), Englisch (DTS HD 5.1), Französisch, Japanisch (Dolby Stereo)                                            | Ab 12 Jahren | CBS    |
| Komplette 4. Staffel                        | 8. Mai 2014       | 22 Episoden | ca. 938 Min  | 16:9       | Deutsch (Dolby Digital 5.1), Englisch (DTS HD 5.1)                                                                                   | Ab 12 Jahren | CBS    |
| Star Trek: Enterprise – Die komplette Serie | 7. Mai 2015       | 98 Episoden | ca. 4229 Min | 16:9       | Deutsch (Dolby Digital 5.1), Englisch (DTS HD 5.1), Italienisch (Dolby Digital 5.1), Französisch, Japanisch, Spanisch (Dolby Stereo) | Ab 12 Jahren | CBS    |

## Romane
Die Serie wurde bislang für 17 Romane adaptiert, von denen ein Teil die Serie nach dem Ende ihrer Handlung fortsetzt (Stand: 22. Mai 2015). In diesen Fortsetzungsromanen wurde der Tod Tuckers am Ende der vierten Staffel revidiert.